# Kirsten Heiberg

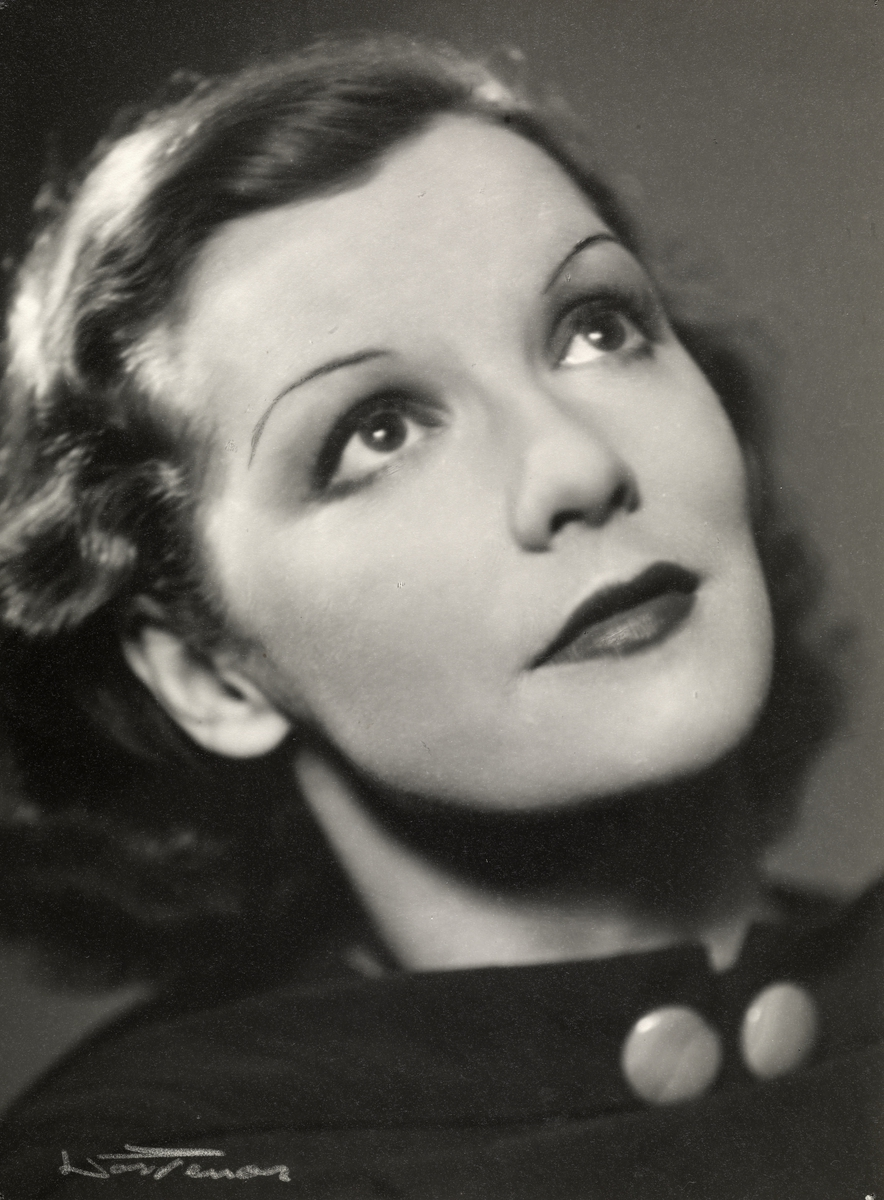
Kirsten Heiberg på 1930-talet.

Kirsten Heiberg, född 25 april 1907 i Kragerø Norge, död 2 mars 1976 i Oslo, var en norsk/tysk skådespelare. Hon var syster till skådespelaren Else Heiberg.
Heiberg debuterade på Den Nationale Scene i Bergen år 1929 och medverkade i en Ernst Rolf-turné 1932. Hon spelade därefter i operetter och revyer i Oslo. Hennes filmdebut skedde i Synden i sommersol 1934. Hon medverkade även i ett antal svenska filmer.
Då hon 1937 spelade i revyopretten Pam-Pam på Theater an der Wien träffade hon kompositören Franz Grothe. De gifte sig 1938 i Oslo och flyttade till Berlin, där hon blev UFA:s "Femme fatale des dritten Reiches" och spelade in 27 tyska filmer. Debuten var i Napoleon ist an allem Schuld.  
Tillbaka i Norge 1951 medverkade hon sporadiskt i olika operetter och revyer. 

## Filmografi
- 1934 – Syndare i sommarsol
- 1934 – Sangen om Rondane
- 1935 – Du har lovet mig en kone!
- 1936 – Han, hon och pengarna
- 1937 – Ryska snuvan
- 1937 – O, en så'n natt!
- 1938 – Napoleon ist an allem schuld
- 1938 – Frauen für Golden Hill
- 1939 – Der Trichter. (Nr. III)
- 1939 – La casa Iontana
- 1939 – Der singende Tor
- 1939 – Alarm auf Station III
- 1940 – Achtung! Feind hört mit!
- 1940 – Falschmünzer
- 1943 – Liebespremiere
- 1943 – Titanic
- 1943 – Die goldene Spinne
- 1944 – Philharmoniker
- 1944 – Die schwarze Robe
- 1945 – Rätsel der Nacht
- 1945 – Eines Tages
- 1949 – Amico
- 1949 – Hafenmelodie
- 1950 – Furioso
- 1954 – Bei Dir war es immer so schön
- 1966 – Broder Gabrielsen

### Fotnoter
1. ↑  Kirsten Heiberg i Norsk biografisk leksikon